# Grant Carpenter
Pour les articles homonymes, voir Carpenter.
Grant Carpenter est un scénariste américain né le 21 février 1865 en Californie (États-Unis), mort le 21 avril 1936 à Los Angeles (États-Unis).

## Filmographie
- 1915 : The People of the Pit
- 1916 : A Child of the Paris Streets
- 1917 : The Star Witness (+ histoire)
- 1920 : The Woman Gives
- 1921 : Lessons in Love
- 1922 : Brothers Under the Skin (en)
- 1922 : Le Dernier des Don Farel (The Pride of Palomar) de Frank Borzage
- 1923 : Sixty Cents an Hour
- 1923 : The Gold Diggers
- 1924 : How to Educate a Wife
- 1924 : The Tornado
- 1925 : Up the Ladder